# Guindilla de Ibarra

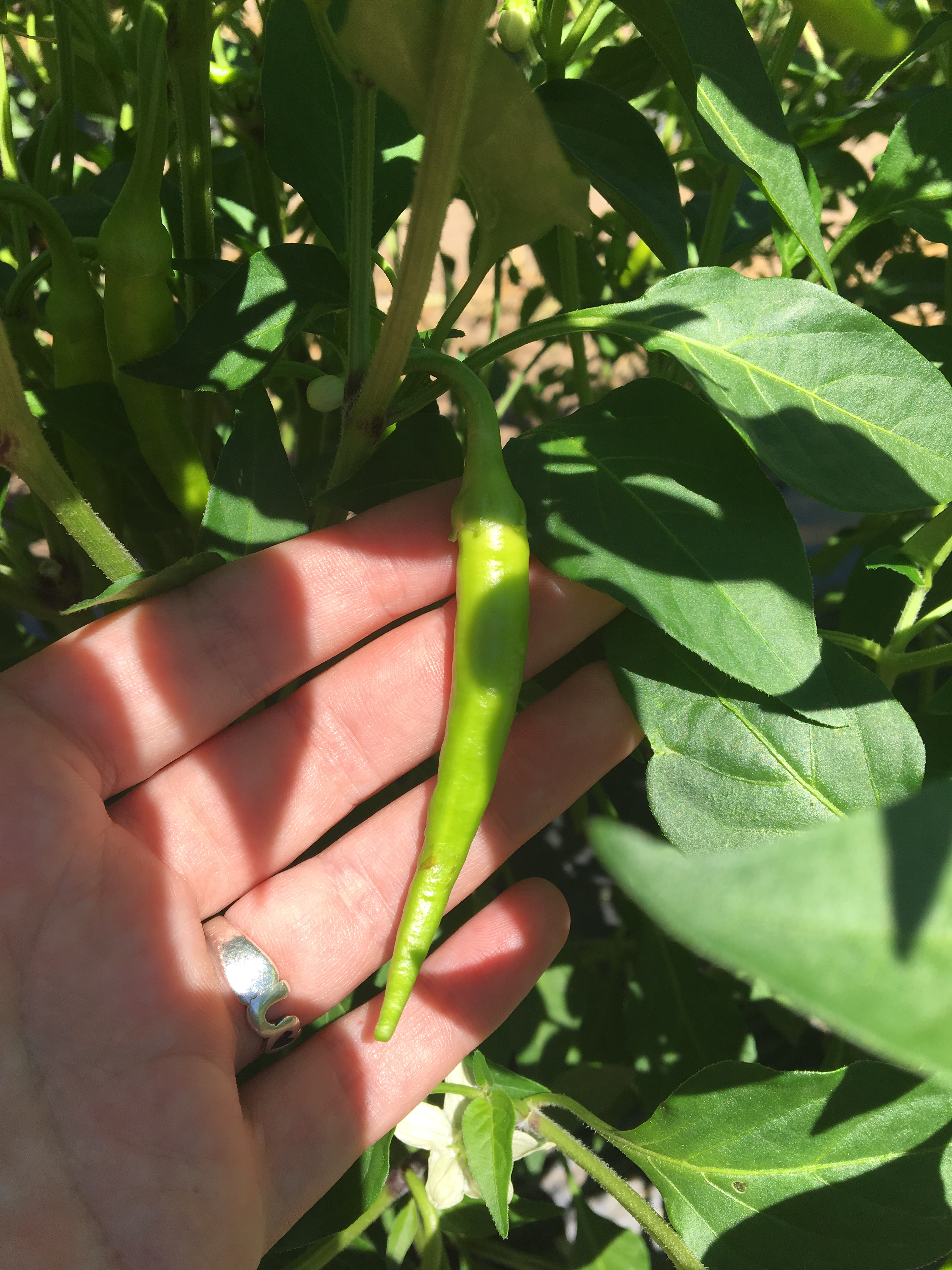
Guindilla de Ibarra en planta

La guindilla de Ibarra o piparra de Ibarra, es un ecotipo de guindilla elaborado en el País Vasco,  en la zona de Ibarra (Guipúzcoa) y es un producto de reconocida fama entre los consumidores por su sabor y ternura. Generalmente la piparra se consume encurtida, pero durante los meses de verano se ha popularizado comerla frita. Por otro lado, desde hace algunos años también están elaborando pimentón con esta guindilla.

## Producción
Por ser un producto escaso en cuanto a su producción, la fama que le acompaña ha originado que en muchas guindillas del mercado se utilice el nombre de “vascas” aunque no reúnan las peculiaridades que han dado reconocimiento de calidad al producto.
La guindilla pertenece a una variedad autóctona de pimiento que ha desarrollado una serie de características que las diferencian de otros debido a la transformación que ha sufrido la planta (el pimiento es originario de América) al ir adaptándose a las características climatológicas de la zona.
A lo largo del tiempo, los agricultores, en colaboración con la administración y los servicios de investigación agraria del País Vasco dependientes de la misma, han ido mejorando las características tradicionales de esta guindilla, desarrollándose un “ecotipo específico” de la planta que es hoy base de la producción.

## Calidad alimentaria
En los últimos tiempos, con este renovado empuje y el saber hacer de los envasadores en la selección y envasado del producto, ha ido creciendo la fama y el reconocimiento del mismo, a la vez que una Denominación, basada en el nombre de la población donde se produce mayoritariamente la planta y en la que tradicionalmente se ha localizado importantes productores y envasadores, es la referencia que hoy define esta guindilla y la forma específica de su preparación.
En octubre de 1997 la Fundación Kalitatea otorgó el Label Vasco del Calidad Alimentaria “Kalitatea” a las guindillas envasadas en vinagre siempre y cuando reúnan unos parámetros de calidad definidos en el reglamento redactado por la Fundación. El Label Vasco de Calidad “Guindilla de Ibarra”, nace con el objetivo de hacer llegar al consumidor de manera fiable y bien identificada la guindilla producida y envasada en el País Vasco que alcanza el exigente nivel de calidad definido en un Reglamento específico. En este reglamento se encuentran determinadas las características que le han dado fama y reconocimiento.
La denominación “Label Vasco de Calidad Guindilla de Ibarra” se extiende en cuanto al cultivo a aquella guindilla producida en caseríos del País Vasco situados en zonas que reúnen las condiciones geográficas y climáticas más apropiadas. Estas  son, fundamentalmente, baja altitud (inferior a 450 metros), temperaturas suaves, grado de humedad y pluviosidad elevada (entre 1000 y 1500 m/m al año). La plantación se realiza entre abril y mayo. La recolección va desde finales de julio hasta finales de octubre o mediados de noviembre. La recogida de la guindilla varía siendo cada dos días en los meses soleados y llegando a ser cada 15 días en épocas de mal tiempo.

## Recolección y envasado
La guindilla se recolecta a mano en los meses de julio a septiembre, cuando se encuentra en su punto óptimo de desarrollo. A continuación, se clasifican por tamaños y se introducen en los botes y se cubren con vinagre de origen vínico. 
El envasado se realiza en centros homologados por el Consejo Regulador del Label que reúnen los requisitos necesarios para asegurar un correcto manipulado de la guindilla, el mantenimiento de la identificación desde el origen, así como la capacidad de desarrollar una correcta selección y un envasado adecuado para preservar al máximo las peculiaridades del producto.
A través de inspecciones y controles establecidos desde el origen hasta la comercialización, el Consejo Regulador del Label Vasco de Calidad Alimentaria certifica y garantiza las características de la guindilla que accede al mercado con la etiqueta de identificación del Label Vasco de Calidad Alimentaria. En ella, van incorporadas al sello de Kalitatea y la numeración de control correspondiente. Por ser una guindilla tierna, prácticamente exenta de picor, es muy adecuada para su preparación como aperitivo de  las comidas o como acompañante de las mismas.

## Formas de elaboración
Aunque generalmente se consumen encurtidas, también hay otras formas de disfrutar de esta guindilla:
- Encurtidas: Como entrante, servidas en un plato con un poquito de sal y un chorrito de aceite de oliva.
- Fritas: En los meses de julio, agosto y septiembre es cuando se recolecta la guindilla fresca y durante estos meses podemos disfrutar de este plato tan singular, las guindillas fritas. Para cocinar este plato simplemente tenemos que poner una sartén con aceite de oliva y freír las guindillas frescas, una vez fritas tenemos que emplatar y echarles un poco de sal.
- Pimentón: En 2018, los tres hermanos del caserio Arane de Ibarra, empezaron a comercializar el primer pimentón del País Vasco elaborado con la Guindilla de Ibarra. Se trata de la misma variedad de guindilla, pero al dejar que madure en planta, pasa del color verde característico a un color rojo intenso. Este pimentón tiene mucho aroma y al contrario de la guindilla verde tiene un toque de picante bastante moderado.

## Características
- La producción se ha de realizar de forma cuidadosa, utilizando las prácticas de cultivo más respetuosas con el medio ambiente.
- La recolección es cuidadosa y selectiva, realizándose en el momento óptimo de desarrollo del producto.
- Es una guindilla de carne tierna y piel fina, pequeña de longitud, entre 5 y 12 cm y cuenta con un pedúnculo o rabo estrecho y alargado.
- Está prácticamente exenta de picor, siendo su forma estrecha, alargada y lisa, con sección redonda.
- La coloración es verde amarillenta, uniforme en toda la guindilla, y tiene un ligero brillo.